# Kenji Ogiwara
Kenji Ogiwara (japanisch 荻原 健司 Ogiwara Kenji; * 20. Dezember 1969 in Kusatsu, Landkreis Agatsuma, Präfektur Gunma) ist ein ehemaliger japanischer Nordischer Kombinierer und Politiker. Von 2004 bis 2010 war er Abgeordneter im Sangiin, dem Oberhaus, für die Liberaldemokratische Partei (LDP). Bei der Sangiin-Wahl 2004 kandidierte Ogiwara für die LDP über die Verhältniswahlliste. Mit rund 195 Tausend Präferenzstimmen erreichte er Platz 9 auf der LDP-Liste und war somit sicher gewählt. Im kurzlebigen umgebildeten Kabinett Abe und unter Premierminister Yasuo Fukuda war er von 2007 bis 2008 parlamentarischer Sekretär (seimukan) im Wirtschaftsministerium. Bei der Sangiin-Wahl 2010 kandidierte Ogiwara nicht für eine zweite Amtszeit als Abgeordneter.

## Sportliche Laufbahn
Ogiwara gilt neben Bjarte Engen Vik als bester nordischer Kombinierer der 1990er Jahre. Er konnte sich bereits in seiner zweiten Saison den Gesamtweltcup sichern und gewann diesen auch in den beiden Folgejahren. Als Mitglied der japanischen Mannschaft wurde er Doppelolympiasieger und errang zudem vier Weltmeistertitel (zwei Einzel, zwei Mannschaft). Eine Einzelgoldmedaille bei Olympischen Winterspielen blieb ihm jedoch versagt.
In Anerkennung seiner Leistungen wurde Ogiwara als erster Japaner mit der Holmenkollen-Medaille geehrt. Darüber hinaus sprach er bei den Olympischen Winterspielen 1998 in Nagano den olympischen Eid stellvertretend für alle teilnehmenden Sportler. Bei diesen Wettkämpfen im Heimatland musste er sich allerdings mit einem vierten Platz im Einzel von der Normalschanze zufriedengeben. Im Jahr 2002 trat er vom Leistungssport zurück. Ogiwara konnte in elf Jahren insgesamt 19 Weltcupsiege feiern:
| Nr. | Datum             | Ort           | Land        | Disziplin            |
| --- | ----------------- | ------------- | ----------- | -------------------- |
| 1   | 5. Dezember 1992  | Vuokatti      | Finnland    | Einzel Normalschanze |
| 2   | 12. Dezember 1992 | Courchevel    | Frankreich  | Einzel Großschanze   |
| 3   | 19. Dezember 1992 | St. Moritz    | Schweiz     | Einzel Normalschanze |
| 4   | 23. Januar 1993   | Saalfelden    | Österreich  | Einzel Normalschanze |
| 5   | 5. März 1993      | Lahti         | Finnland    | Einzel Normalschanze |
| 6   | 20. März 1993     | Štrbské Pleso | Slowakei    | Einzel Normalschanze |
| 7   | 4. Dezember 1993  | Saalfelden    | Österreich  | Einzel Normalschanze |
| 8   | 11. Dezember 1993 | St. Moritz    | Schweiz     | Einzel Normalschanze |
| 9   | 15. Dezember 1993 | St. Moritz    | Schweiz     | Einzel Normalschanze |
| 10  | 8. Januar 1994    | Schonach      | Deutschland | Einzel Normalschanze |
| 11  | 22. Januar 1994   | Trondheim     | Norwegen    | Einzel Normalschanze |
| 12  | 10. Januar 1995   | Val di Fiemme | Italien     | Einzel Großschanze   |
| 13  | 14. Januar 1995   | Liberec       | Tschechien  | Einzel Großschanze   |
| 14  | 3. Februar 1995   | Falun         | Schweden    | Einzel Großschanze   |
| 15  | 9. Februar 1995   | Oslo          | Norwegen    | Einzel Großschanze   |
| 16  | 18. Februar 1995  | Bad Goisern   | Österreich  | Einzel Großschanze   |
| 17  | 23. März 1995     | Sapporo       | Japan       | Einzel Großschanze   |
| 18  | 13. Januar 1996   | Štrbské Pleso | Slowakei    | Einzel Großschanze   |
| 19  | 10. Februar 1996  | Chaux-Neuve   | Frankreich  | Einzel Normalschanze |